# Jean Stewart
Jean Stewart, także Jean Hurring (ur. 23 grudnia 1930 w Dunedin, zm. 7 sierpnia 2020 w Auckland) – nowozelandzka pływaczka, brązowa medalistka olimpijska z Helsinek.
Specjalizowała się w stylu grzbietowym. Zawody w 1952 były jej pierwszymi igrzyskami olimpijskimi, zajęła na nich trzecie miejsce na dystansie 100 metrów grzbietem. Brała też udział w igrzyskach w 1956. Na 110 jardów była srebrną (1950) i brązową (1954) medalistką Igrzysk Imperium Brytyjskiego. Wielokrotnie zostawała mistrzynią Nowej Zelandii.
Pływakami i olimpijczykami byli również jej mąż Lincoln oraz ich syn Gary.